# Lymantria diversa
Lymantria diversa är en fjärilsart som beskrevs av Turner 1936. Lymantria diversa ingår i släktet Lymantria och familjen tofsspinnare. Inga underarter finns listade i Catalogue of Life.